# Бадахос
Бадахо́с (ісп. Badajoz) — місто і муніципалітет на південному заході Іспанії, адміністративний центр провінції Бадахос. Місто розташоване неподалік від кордону з Португалією на березі річки Гвадіана, через нього проходить залізниця Мадрид-Лісабон. Населення міста станом на 2007 рік становило 145 тис. мешканців.

## Назва
- Бадахос (ісп. Badajoz) — сучасна назва.
- Баталіюс (араб. بَطَلْيَوْس, Baṭalyaws) — середньовічна арабська назва, яка у латиномовних документах фіксувалася по-різному: Bataliús, Batalioz, Badalioz, Badalianzu, Badalocio, Badalonçe, Badalloi, Badallocio, Badallontio, Badallioz, Badalloç, Badajoç.

## Географія
Муніципалітет розташований на португальсько-іспанському кордоні.
Стара частина міста знаходиться на високому пагорбі над річкою Ґвадіана, тут знаходяться руїни маврського палацу, стародавні форти і бастіони. Стара архітектура міста багато у чому має оборонні риси.

## Історія
Місто Бадахос закладене 875 року мусульманським вояком ібн-Марваном.
У 1009–1094 і 1144—1150 роках Бадахос був столицею мусульманської держави Бадахоська тайфа.
1267 року Португальське та Кастильське королівства уклали в Бадахосі договір про делімітацію кордону.

## Релігія
- Центр Меридо-Бадахоської архідіоцезії Католицької церкви.
- Бадахоський собор